# Can Mironet del Bosc
Can Mironet del Bosc és una obra de Sant Pere de Ribes (Garraf) protegida com a Bé Cultural d'Interès Local.

## Descripció
Masia situada a garbí del nucli de Ribes, entre el casal de Solers i Xoriguera. És un edifici aïllat de planta irregular constituït per diversos volums superposats. El volum principal consta de planta baixa i pis i té la coberta a dues vessants amb el carener paral·lel a la façana, que s'ha ampliat afegit un nivell enretirat. S'hi accedeix per un portal d'arc de mig punt arrebossat, sobre el qual hi ha tres finestres d'arc pla arrebossat. Aquesta façana té la part baixa del mur atalussada. De la façana de mestral en sobresurt un cos de la mateixa alçada i cobertes que l'anterior, que presenta diverses obertures d'arc pla arrebossat. En un extrem de la façana de xaloc hi ha pintat un rellotge de sol circular. A la façana de gregal trobem adossat un porxo on s'hi ha habilitat un nou accés, així com un volum de dos nivells d'alçat i coberta a una sola vessant. A continuació d'aquest cos hi ha adossada la masoveria, de dos nivells d'alçat. Entre el volum principal i l'anterior hi ha adossats diversos volums superposats. L'acabat exterior és arrebossat i pintat de color blanc.

## Història
Segons consta en el llibre d'Apeo de l'any 1847, la masia de Can Mironet pertanyia a Christobal Miró del Bosch.